# ヘオリー・ブスチャン
ヘオリー・ムィコラーヨヴィチ・ブシュチャン（ウクライナ語: Георгій Миколайович Бущан, 英語: Heorhiy Mykolayovych Buschan、1994年5月31日 - ）は、ウクライナ・オデッサ出身のサッカー選手。ウクライナ代表。アル・シャバブ・リヤド所属。ポジションはゴールキーパー。

## 経歴

### クラブ
ウクライナのFCチョルノモレツ・オデッサのユースでキャリアをスタートさせた。
14歳の時、キーウへ引っ越し、FCディナモ・キーウのユースに加入。2012－2013シーズンにトップチームに昇格。
2015年9月、FCディナモ・キーウのメインチームのメンバーとなった。
プロ選手となってからはディナモ・キーウ一筋でプレーしていたが、2025年1月29日、2年半契約でサウジアラビアのアル・シャバブ・リヤドへ移籍。下部組織時代を含めて16年過ごしたクラブに別れを告げた。

### 代表
2020年10月7日、フランス代表との親善試合で代表初出場。

## 所属クラブ
- FCディナモ2・キーウ（ウクライナ語版） 2014-2015
- FCディナモ・キーウ 2011-2025
- アル・シャバブ・リヤド 2025-

## タイトル
FCディナモ・キーウ
- ウクライナ・スーパーカップ：2018, 2019, 2020
- ウクライナ・プレミアリーグ：2020-21
- ウクライナ・カップ：2019-20, 2020-21